# Abdullah Gan
Abdullah Gan é uma região montanhosa do Afeganistão. A população que vive neste local é constituída, basicamente, por membros do grupo étnico muçulmano xiita, os hazaras, que, particularmente, opunham-se ao duro regime sunita taliban. Durante a guerra, o taliban cercou a região de Abdullah Gan, não permitindo que qualquer ajuda chegasse até a população. Os aldeões que foram pegos tentando trazer comida da cidade de Zari foram espancados.